# František Ledecký
František Ledecký (* 3. listopadu 1940) je bývalý československý motocyklový závodník, reprezentant v ploché dráze. Po skončení aktivní kariéry působil do roku 1991 jako trenér ploché dráhy.

## Závodní kariéra
V Mistrovství světa jednotlivců na ploché dráze startoval v letech 1962-1970, nejlépe skončil v roce 1965 na 11. místě v kontinentálním polofinále. V Mistrovství světa družstev skončil v roce v roce 1964 na 3. místě. Ve finále Mistrovství světa jednotlivců na dlouhé ploché dráze skončil v roce 1969 na 16. místě. V mistrovství Československa jednotlivců na klasické ploché dráze startoval v letech 1962-1971, nejlépe skončil na 2. místě v roce 1969, dále skončil v roce 1962 na 11. místě, v roce 1964 na 7. místě, v roce 1965 na 9. místě, v roce 1966 na 5. místě, v roce 1967 na 13. místě, v roce 1968 na 4. místě, v roce 1970 na 9. místě a v roce 1971 na 15. místě.